# 呼和浩特体育场站
呼和浩特体育场站（蒙古语：ᠬᠥᠬᠡᠬᠣᠲᠠ ᠶᠢᠨ ᠲᠠᠮᠢᠷ ᠤᠨ ᠲᠠᠯᠠᠪᠠᠢ）是呼和浩特地铁2号线的地铁车站，位于中华人民共和国内蒙古自治区呼和浩特市新城区呼伦贝尔北路街道气象局西路与赛马场北街交叉口地下，2020年10月1日開通运营。
车站建设时期工程名为内蒙古体育场站。

## 车站结构
呼和浩特体育场站位于气象局西路与赛马场北街交叉口，沿气象局西路呈南北向布置，长229米，标准段宽度19.7米，为地下两层岛式车站。
| 地面              | 出入口 | A-D出入口 |
| 地下一层          | 站厅   | 客服中心、自动售票机、验票机                                                                                        |
| 地下二层          | 站台层 | \| \| \| █ 2号线往塔利东路（内蒙古体育馆） \| \| 島式 · 開左邊车门 \| \| \| \| \| \| █ 2号线往阿尔山路（公主府） \| |
|                   |        | █ 2号线往塔利东路（内蒙古体育馆）                                                                                   |
| 島式 · 開左邊车门 |        | |
|                   |        | █ 2号线往阿尔山路（公主府）                                                                                         |

## 车站出口
呼和浩特体育场站共设4个出口，各出口及周围设施如下所示：
| 出口编号            | 照片 | 地点               | 可到达目的地     |
| ------------------- | ---- | ------------------ | ---------------- |
| A · 出口 · （设有） |      | 气象局西路（东侧） | 呼和浩特体育场   |
| B · 出口            |      | 气象局西路（东侧） | 内蒙古赛马场     |
| C · 出口            |      | 气象局西路（西侧） | 内蒙古赛马场     |
| D · 出口 · （设有） |      | 气象局西路（西侧） | 呼和浩特体育中心 |
| 图例： 设有         |      |                    |                  |

## 接驳交通

### 公交车
- 呼市体育场：37路、76路、敕勒川草原专线
- 成吉思汗街小学：37路、76路

## 历史
- 2018年8月20日，车站主体结构封顶[3]。
- 2020年10月1日，本站随2号线通车一同开通[1]。